# Nauplius
Nauplius é um género botânico pertencente à família das Asteráceas.

## Etimologia
O nome genérico, Nauplius,  provém do grego clássico, ναύπλιος , étimo este que servia para aludir a certos tipos de crustáceos no seu estado larval.

## Espécies
Dentre as espécies deste género botânico conta-se:
- Nauplius smithii - a macela-de-gordo[3];
- Nauplius aquaticus - pampilho-de-água[4];